# Incendi de Manisa
L'incendi de Manisa (turc: Manisa yangını) fou la cremada de la ciutat de Manisa (Turquia). Començà a la nit del dimarts 5 de setembre del 1922 i continuà fins al 8 de setembre. Fou iniciat i organitzat per les tropes gregues en retirada, durant la guerra greco-turca (1919-1922). Com a resultat, el 90% dels edificis de la ciutat foren destruïts (més de 10.000 edificis). El nombre de víctimes a la ciutat i la regió adjacent fou estimat en diversos milers pel cònsol estatunidenc James Loder Park. Fonts turques afirmen que 4.355 persones moriren a la ciutat de Manisa. S'estima que la població de la ciutat abans de l'esdeveniment era d'aproximadament 40.000-50.000 habitants. Els esdeveniments es descriuen en la literatura turca, per exemple pels autors Falih Rıfkı Atay i Ilhan Berk. S'estimaren els danys totals en més de 50 milions de lires.
Gulfem Kaatçılar İrem fou testimoni del foc quan era una nena i recorda:
| « | Després d'escapar de la milícia cap a l'albada, ens enfilàrem per un rierol per amagar-nos als turons. A mesura que pujàvem, la ciutat cremava, ens il·luminava la resplendor i sentíem la calor de les flames. Cremà durant tres dies i tres nits. Vaig veure els vidres de les finestres explotar com bombes. […] Vaques i cavalls morts, inflats amb les potes enlaire. Vells arbres abatuts, amb les arrels cremant […]. No oblido aquelles coses. La calor, la gana, la por, l'olor. Després de tres dies veiérem alçar-se la pols a la vall de sota. Soldats turcs a cavall; pensàrem que eren grecs que venien a matar-nos als turons. Recordo tres soldats que portaven banderes verdes i vermelles. La gent besava els cascos dels seus cavalls, cridant «els nostres salvadors han arribat». | » |

## Galeria

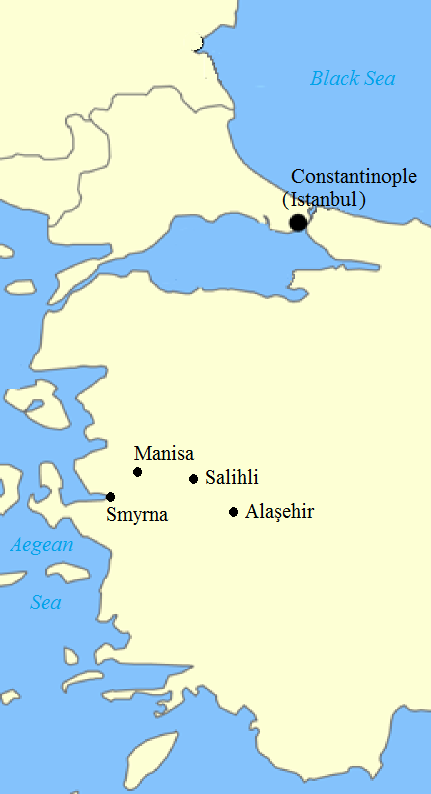
Anatòlia occidental
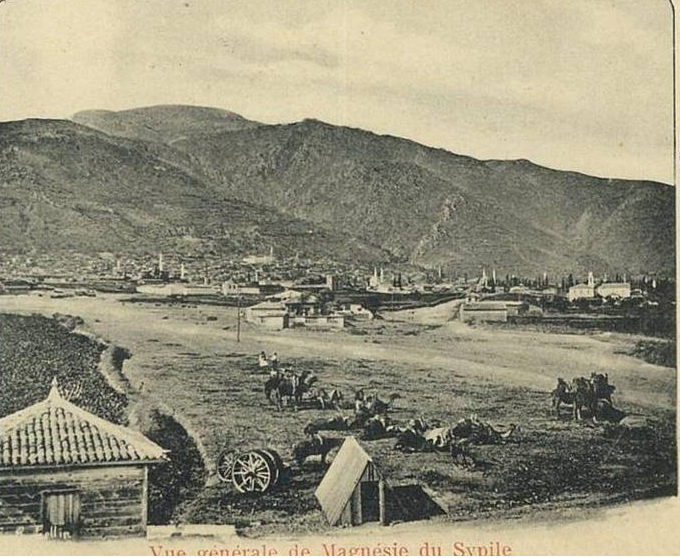
Descripció general abans de l'incendi
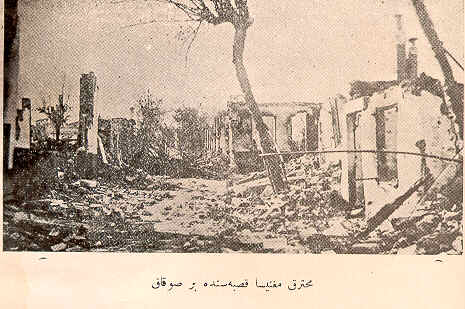
Imatge d'un carrer després de l'incendi
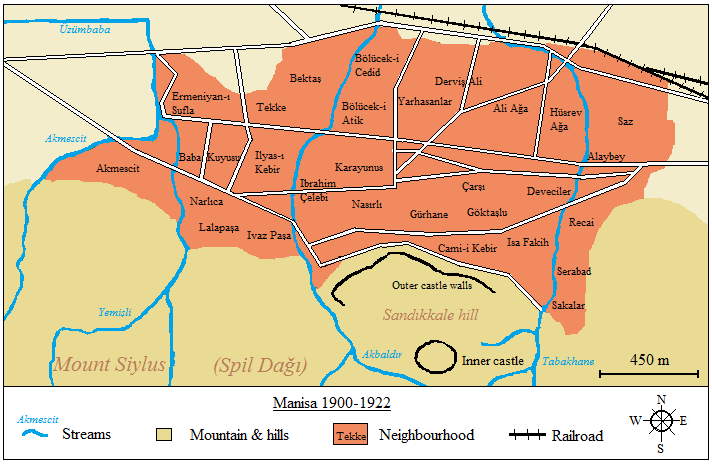
Mapa de la ciutat abans de l'incendi